# Regeringsformatie in Spanje
De regeringsformatie in Spanje is het proces van het tot stand brengen van een regering na de Spaanse parlementsverkiezingen, of in een aantal andere gevallen. Dit gebeurt onder leiding van de koning van Spanje en het verloop ervan is vastgelegd in artikel 99 van de Spaanse grondwet.

## Verloop
Er kunnen meerdere aanleidingen zijn voor het formeren van een regering. In de meeste gevallen zal dit plaatsvinden na de parlementsverkiezingen. Andere gevallen zijn: na het vallen van de regering na het aannemen van een motie van wantrouwen, nadat de regering haar ontslag heeft ingediend of na het overlijden van de premier. Er is sinds de democratische overgang nog maar een succesvolle motie van wantrouwen geweest. Dat was in 2018, toen er een minderheidsregering van de conservatieve PP aan de macht was en de socialistische PSOE haar gedoogsteun opzegde.
Na verkiezingen, voordat er aan de regeringsformatie wordt begonnen, worden de fracties in de Cortes Generales (het hoger- en het lagerhuis van het Spaanse parlement) samengesteld. Dit is een aparte stap, omdat er minimumeisen bestaan voor het vormen van een fractie, waardoor niet alle partijen een eigen fractie hebben. Sommige partijen delen zo'n fractie met een, of meerdere andere partijen. Partijen die niet op basis van bepaalde overeenkomsten een fractie kunnen vormen met andere partijen, komen terecht in de restgroep, de gemengde fractie. Het vormen van de fracties is dus een politieke dynamiek die plaatsvindt voor het formeren van een regering.

### Consultatieronde
De regeringsformatie begint met een ronde van consultaties door het staatshoofd (de koning), waarin die met vertegenwoordigers van alle fracties in het Congres van Afgevaardigden (het lagerhuis) spreekt. Meestal zijn dit de fractievoorzitters zelf. Deze geven aan of zij zich kandidaat stellen als premier, en hoe ze van plan zijn te stemmen tijdens de benoemingssessie in het congres (sesión de investidura). Aan de hand van deze gesprekken schuift het staatshoofd een kandidaat naar voren, die hij voorstelt aan het congres voor de functie van premier. In 2023, aan het begin van de vijftiende legislatuur, zijn er voor het eerst twee kandidaatpremiers: zittend premier Pedro Sánchez van de PSOE en Alberto Feijóo van de PP. De koning besloot toen in eerste instantie Alberto Feijóo als kandidaatpremier voor te stellen aan het congres, omdat die de meeste stemmen had gekregen tijdens de parlementsverkiezingen op 23 juli.
Er zijn partijen die weigeren aan deze consultatieronde deel te nemen omdat ze de autoriteit van de koning niet erkennen. Dit zijn voornamelijk Baskische, Catalaanse en Galicische partijen die voor de onafhankelijkheid van hun regio strijden.

### Benoemingssessie ofsesión de investidura
Hoewel de grondwet niet voorschrijft binnen hoeveel tijd na de consultatieronde de benoemingssessie van het congres plaats moet vinden, is dat gewoonlijk een maand later. De datum van de sessie wordt geprikt door de voorzitter van het congres, nadat die door het koninklijk paleis op de hoogte is gesteld van de kandidaat die de koning voorstelt. In de tussentijd (en eigenlijk al voor de consultatieronde met de koning) onderhandelt de kandidaat met partijen die hem mogelijk kunnen steunen, om zo aan een meerderheid van stemmen te komen. In het verleden kwam hier geen regeerakkoord bij kijken, aangezien PSOE of PP alleen regeerde, al dan niet met gedoogsteun. Aan het begin van de veertiende legislatuurperiode, als er voor het eerst sprake is van een coalitieregering, wordt er voor het eerst een los regeerakkoord opgesteld.
De benoemingssessie bestaat uit twee of drie dagen. De eerste dag legt de kandidaatpremier zijn politieke programma voor de beginnende legislatuurperiode voor. Op de tweede dag volgt er een eerste stemming. Hierbij heeft de kandidaatpremier een absolute meerderheid in het congres nodig, dat wil zeggen de helft van alle mogelijke stemmen plus een, oftwel 176 stemmen. Mocht de kandidaatpremier in deze stemming niet voldoende stemmen halen, dan volgt er de volgende dag een stemming waarin een gewone meerderheid vereist is, oftwel meer voor- dan tegenstemmen.
Mocht de kandidaat in een van beide stemmingen de vereiste meerderheid aan stemmen hebben verkregen, dan wordt hij of zij benoemd tot nieuwe premier van Spanje. Pas daarna worden de ministers benoemd door de koning, op voordracht van de nieuwe premier. Indien de kandidaat in geen van beide stemmingen aangenomen is als nieuwe premier, dan volgt een periode van twee maanden waarin de voorgaande stappen zo vaak als nodig worden herhaald. Er volgt dan dus een nieuwe consultatieronde met de koning, die opnieuw een kandidaatpremier voorstelt aan het congres, waarop weer een sesión de investidura volgt.

### Nieuwe verkiezingen
Mocht er binnen de twee maanden na de eerste mislukte benoemingssessie geen premier aan worden genomen met een meerderheid van stemmen in het congres, dan worden er nieuwe verkiezingen uitgeschreven. Deze vinden plaats 47 dagen na het verlopen van de termijn van twee maanden. Dit heeft twee maal plaats gevonden: in 2016, als er tijdens elfde legislatuurperiode geen nieuwe premier aangewezen kan worden, en in 2019 met de dertiende legislatuur.

## Coalitievorming
Er vinden in Spanje geen uitgebreide coalitiebesprekingen plaats. Tijdens de eerste consultatieronde met de koning stelt een of meerdere afgevaardigden van de fracties in het congres zich kandidaat als premier, als hij of zij op een meerderheid denkt te kunnen rekenen tijdens de benoemingssessie van het congres (sesión de investidura). Deze steun hoeft niet per se van partijen te komen die ook deel uit gaan maken van de regering. Spanje wordt regelmatig bestuurd door een minderheidsregering met gedoogsteun. Dit stelt kleinere, regionalistische onafhankelijkheidspartijen in staat om aanzienlijke invloed uit te oefenen op het nationale beleid, zonder aan de regering deel te nemen. Deze situatie deed zich voor tijdens legislatuur V, de onstabiele laatste regeerperiode van Felipe González; legislatuur VI,de eerste regering van Aznar; legislatuur IX, de tweede regering onder Zapatero, en legislatuur XII, met zowel een minderheidsregering van Rajoy (Regering-Rajoy II) als eentje van Sánchez (Regering-Sánchez I).
Sinds de opkomst in de landelijke politiek van Podemos en Ciudadanos in de verkiezingen van 2015 is gedoogsteun van de kleine regionalistische partijen niet meer voldoende om te regeren voor de socialistische PSOE en de conservatieve PP, maar is steun van een van deze nieuwe landelijke partijen, en na sommige verkiezingen zelfs van beide, nodig om een regering te vormen. Na de verkiezingen van april 2019 komt daar aan de rechterzijde VOX bij, terwijl Ciudadanos bij de verkiezingen van 2023 juist van het toneel verdwijnt.
Door deze nieuwe situatie ontstaat er tijdens de veertiende legislatuurperiode (2019-2023) voor het eerst in de moderne Spaanse geschiedenis een coalitieregering, tussen PSOE, Podemos en IU. Dit was overigens ook een minderheidsregering, die naast de verschillende leden van de coalitie, ook de steun van een aantal regionale partijen nodig had om ingestemd te worden en te regeren.